# Jeanne Sauvé
Jeanne Mathilde Sauvé (z domu Benoît, ur. 26 kwietnia 1922 w Prud'homme, Saskatchewan, zm. 26 stycznia 1993 w Montrealu) – kanadyjska dziennikarka i polityk, w latach 1984–1990 gubernator generalna Kanady. Była pierwszą w historii Kanady kobietą na tym stanowisku.
Studiowała romanistykę na uczelniach w Ottawie i Paryżu. Na początku lat 50. rozpoczęła pracę jako dziennikarka CBC, która potrwała ponad 20 lat. W 1972 została wybrana do Izby Gmin z ramienia liberałów, a zaraz potem odebrała nominację na ministra nauki i technologii w rządzie Pierre'a Trudeau. Stała się tym samym pierwszą w historii francuskojęzyczną Kanadyjką powołaną w skład gabinetu. W 1974 objęła resort ochrony środowiska, a rok później została ministrem łączności.
W 1980, jako pierwsza kobieta, została spikerem Izby Gmin. Trzy i pół roku później ogłoszono, że po wygaśnięciu kadencji Edwarda Schreyera, obejmie urząd gubernatora generalnego. Była drugą kobietą we Wspólnocie Narodów, która otrzymała tego typu stanowisko (pierwszą była gubernator generalna Belize, Elmira Minita Gordon).
13 lutego 1988 otworzyła oficjalnie Zimowe Igrzyska Olimpijskie 1988 w Calgary.
Po wygaśnięciu swojej sześcioletniej kadencji przeniosła się do Montrealu, gdzie rozwijała założoną przez siebie fundację na rzecz młodzieży. Zmarła w wieku 70 lat, po długiej walce z chorobą nowotworową.